# 福井県道13号敦賀停車場線
福井県道13号敦賀停車場線（ふくいけんどう13ごう つるがていしゃじょうせん）は、福井県敦賀市に終始する主要地方道（福井県道）である。

## 概要

### 路線データ
- 陸上距離：0.3 km
- 起点：福井県敦賀市鉄輪町一丁目（敦賀停車場）
- 終点：福井県敦賀市白銀町（国道8号交点）

## 歴史
- 1993年（平成5年）5月11日 - 建設省から、県道敦賀停車場線が敦賀停車場線として主要地方道に指定される[1]。

## 地理

### 通過する自治体
- 敦賀市

### 交差する道路
- 国道8号＜旧道＞（敦賀市白銀町・白銀交差点、終点）
- 福井県道33号佐田竹波敦賀線（福井県道225号敦賀美浜線 重複）（敦賀市白銀町・白銀交差点、終点）

### 沿線にある施設など
JR西日本の北陸新幹線・北陸本線・小浜線、およびハピラインふくい線が接続する敦賀駅西口（まちなみ口）の駅前通り。沿道は土産物店や宿泊施設などがある商店街となっている。歩道部は宇宙戦艦ヤマト、銀河鉄道999のいくつかのシーンから銅像化したモニュメントが並んでいる。
- アル・プラザ敦賀店
- プラザ萬象（市営多目的会館）
- 氣比神宮
- 敦賀税務署
- 敦賀労働基準監督署
- 敦賀駅前合同庁舎